# 1 Pułtuski Batalion Saperów
1 Pułtuski Batalion Saperów (1 bsap) – samodzielny pododdział wojsk inżynieryjnych Sił Zbrojnych Rzeczypospolitej Polskiej.
Powstał w wyniku przeformowania 1 Batalionu Saperów. Rozkazem MON Nr 16/MON z 6.10.1987 r. otrzymał imię ppor. Antoniego Laskowskiego. Decyzją nr 50/MON z 10 kwietnia 1996 roku, dla podkreślenia więzi jednostki ze społeczeństwem Pułtuska, 1 batalionowi saperów przyjął nazwę wyróżniającą „Pułtuski”. W końcu 2001 r. batalion został rozformowany.

## Tradycje
Dla zachowania w pamięci czynów żołnierzy wojsk inżynieryjnych, Minister Obrony Narodowej decyzją nr 50/MON z 10 kwietnia 1996 r. polecił 1 Pułtuskiemu batalionowi saperów przejąć dziedzictwo i z honorem kontynuować tradycje:
- 1 kompanii saperów 1 Brygady Legionów Polskich (1914 – 1917)
- 1 pułku saperów Legionowych im. Tadeusza Kościuszki (1918 – 1929)
- 1 batalionu saperów Legionowych im. Tadeusza Kościuszki (1929 – 1939)
- 1 batalionu saperów im. Tadeusza Kościuszki 1 Dywizji Grenadierów we Francji (1939 – 1940)
- 1 batalionu saperów 1 Dywizji Piechoty im. Tadeusza Kościuszki (1943 – 1953)
- 1 Berlińskiego batalionu saperów 1 Dywizji Zmechanizowanej im. Tadeusza Kościuszki (1953–1991)

## Sztandar
Płatem sztandaru z obu stron jest tkanina biała w kształcie kwadratu o wymiarach 75x75 cm, na której znajduje się krzyż kawalerski wykonany z tkaniny czerwonej. Barwy sztandaru są białe i czerwone, ustalone dla barw Rzeczypospolitej Polskiej. Bok sztandaru wszyty jest w białą skórę przymocowaną do drzewca czternastoma gwoździami z białego metalu. Płat, z wyjątkiem boku przytwierdzonego do drzewca, jest obszyty frędzlą złotą. Z obu stron sztandaru pośrodku krzyża kawalerskiego, w czerwonym kręgu, znajdują się dwie gałązki wawrzynu, ułożone w kształcie wieńca otwartego, w górnej części haftowane złotym szychem.
Na stronie głównej w środku wieńca umieszczony jest wizerunek orła białego, ustalonego ustawą z dnia 9 lutego 1990 r. o zmianie przepisów o godle, barwach i hymnie Rzeczypospolitej Polskiej (Dz. U. nr 10, poz. 60) – z głową zwróconą do drzewca haftowany srebrnym szychem; korona, dziób i szpony orła haftowane są złotym szychem. Pomiędzy ramionami krzyża kawalerskiego, w rogach płata, są umieszczone wieńce wawrzynu, a w ich polach liczba „11” będąca numerem batalionu. Cyfry i wieńce haftowane są złotym szychem.
Na stronie odwrotnej, pośrodku wieńca umieszczony jest w trzech wierszach napis „Bóg Honor Ojczyzna”, haftowany złotym szychem. Pomiędzy ramionami krzyża kawalerskiego, w rogach płata, są umieszczone wieńce wawrzynu, a w ich polach:
- w prawym górnym wieńcu wawrzynu odwzorowanie herbu Pułtuska;
- w prawym dolnym wieńcu wizerunek odznaki pamiątkowej 1 Pułtuskiego batalionu saperów;
- w lewym dolnym wieńcu wawrzynu wizerunek odznaki pamiątkowej 1 Warszawskiej Dywizji Zmechanizowanej;
- w lewym górnym wieńcu wawrzynu odwzorowanie Krzyża Virtuti Militari.

Symbole umieszczone w wieńcach wawrzynu na odwrotnej stronie płata sztandaru podkreślają:
- związek ze społecznością miasta Pułtuska, w którym stacjonuje batalion oraz nazwę wyróżniającą „Pułtuski”;
- tradycje bojowe batalionu (Krzyż Virtuti Militari)
- przynależność do 1 Warszawskiej Dywizji Zmechanizowanej;
- przynależność sztandaru do 1 Pułtuskiego batalionu saperów.

Głowica sztandaru wykonana zgodnie z wzorem zawartym w ustawie o znakach Sił Zbrojnych z 19.02.1993 r. Na puszce głowicy od strony czołowej umieszczono litery: „Pbsap”, które są skrótem nazwy: „Pułtuski batalion saperów”. Litery posrebrzane wykonane w tym samym odcieniu co głowica sztandaru.

### Wykaz gwoździ honorowych
1. Prezydent Rzeczypospolitej Polskiej
2. Minister Obrony Narodowej
3. Szef Sztabu Generalnego Wojska Polskiego
4. Dowódca Warszawskiego Okręgu Wojskowego
5. Rodzice chrzestni
6. Społeczny komitet fundatorów sztandaru
7. Wojewoda ciechanowski
8. Wojewoda ostrołęcki
9. Dowódca 1 Warszawskiej Dywizji Zmechanizowanej
10. Dowódca 1 Pułtuskiego batalionu saperów
11. Oficerowie 1 Pułtuskiego batalionu saperów
12. Chorążowie 1 Pułtuskiego batalionu saperów
13. Podoficerowie 1 Pułtuskiego batalionu saperów
14. Szeregowi 1 Pułtuskiego batalionu saperów

### Wykaz gwoździ pamiątkowych
1. 20.05.1943 r. – Sielce (data powstania 1 batalionu saperów)
2. 12.10.1953 r. – Warszawa (data nadania Krzyża Virtuti Militari)